# إيفا تاردوس
إيفا تاردوس  (بالإنجليزية: Éva Tardos) (بالمجرية: Tardos Éva) وُلدت في عام 1957 وهي عالمة رياضيات هنغارية، والحائزة على جائزة فولكيرسون لعام 1988، وبروفيسورة في علوم الحاسوب في جامعة كورنيل.

## الاهتمامات البحثيـة
- تصميم وتحليل الخوارزميات لمشاكل أساسية في الشبكة وتحسين الاندماج.
- تقريـب الخوارزميات.
- الخوارزميـات المفتوحة.
- البرمجة الصحيحة والخطيـة.
- نظرية الحساب.

## التعليم
- دبلوم في الرياضيات، جامعة لوراند وراند، بودابست، هنغاريا(1981).
- دكتوراه، جامعة لوراند وراند، بودابست، هنغاريا (1984).[7]

## الجوائز والتكريمـات
- عضوة في الأكاديمية الوطنية للعلوم 2013 [8]
- زميلة في الجمعية الرياضياتية الأمريكية 2013 [9]
- جائزة غودل لعام 2012 [10]
- جائزة فان وينغاردن لعام 2011
- عضوة في الأكاديمية الوطنية للهندسة 2007
- جائزة جورج بي دانتزينغ 2006 [11]
- عضوة في الأكاديمية الأمريكية للفنون والعلوم
- زميلة في رابطة مكائن الحوسبة
- زميلة في غوغنهايم.
- زميلة في باكار.
- زميلة في سلوان.
- جائزة الباحث الشاب الرئاسية NSF.
- جائزة فولكيرسون لعام 1988.

## روابط خارجية
- إيفا تاردوس على جوجل سكولار
- جامعة كورنيل: إيفا تاردوس، قسم علم الحاسوب